# Jesse Witten
Jesse Witten (Naples, Florida, 15 de octubre de 1982) es un tenista profesional de Estados Unidos.

## Carrera
Comenzó a jugar tenis a los seis años de edad. Su apodo es Hoss o J-Dub. Jugó a nivel universitario en la Universidad de Kentucky y llegó a la final de los Campeonatos de la NCAA en 2002. Refiere a Pete Sampras y Andre Agassi como sus ídolos cuando estaba creciendo y sus padres como las personas más inspiradoras en su vida.
Su ranking más alto a nivel individual fue el puesto N.º 163, alcanzado el 11 de enero del 2010. A nivel de dobles alcanzó el puesto N.º 274 el 25 de octubre de 2010.
Hasta el momento ha obtenido 3 títulos de la categoría ATP Challenger Series, dos de ellos en modalidad de individuales y el otro restante en dobles.

## Títulos; 3 (2 + 1)
| Leyenda                     | Individuales | Dobles |
| --------------------------- | ------------ | ------ |
| Grand Slam                  | 0            | 0      |
| ATP World Tour Finals       | 0            | 0      |
| ATP World Tour Masters 1000 | 0            | 0      |
| ATP World Tour 500 Series   | 0            | 0      |
| ATP World Tour 250 Series   | 0            | 0      |
| ATP Challenger Series       | 2            | 1      |

### Individuales
| N.º | Fecha      | Torneo               | Superficie | Oponentes en la final | Resultado |
| --- | ---------- | -------------------- | ---------- | --------------------- | --------- |
| 1.  | 19.02.2006 | Challenger de Joplin | Dura       | Benjamin Becker       | 6-3, 7-66 |
| 2.  | 30.09.2007 | Challenger de Tulsa  | Dura       | Donald Young          | 7-68, 7-5 |

### Dobles
| N.º | Fecha      | Torneo                | Superficie | Compañero    | Oponentes en la final              | Resultado |
| --- | ---------- | --------------------- | ---------- | ------------ | ---------------------------------- | --------- |
| 1.  | 04.04.2010 | Challenger de Nápoles | Tierra     | Dustin Brown | Rohan Bopanna Aisam-ul-Haq Qureshi | 7-64, 7-5 |